# Tomek Bartoszyński
Tomek Bartoszyński (ur. 16 maja 1957 w Warszawie) – amerykański matematyk polskiego pochodzenia, badacz teorii mnogości.

## Życiorys
Syn Roberta Bartoszyńskiego, statystyka i probabilisty.
W 1976 po ukończeniu XIV Liceum Ogólnokształcącego im. Klementa Gottwalda w Warszawie rozpoczął studia matematyczne na Uniwersytecie Warszawskim (które ukończył w 1981). W latach 1981–1987 pracował na tej uczelni. W 1984 obronił tam pracę doktorską pod tytułem Kombinatoryczne aspekty miary Lebesgue’a i kategorii Baire’a napisaną pod kierunkiem Wojciecha Guzickiego. Habilitował się w Polskiej Akademii Nauk w 2004.
Od 1986 pracuje poza Polską: wykładał na Uniwersytecie Kalifornijskim w Berkeley oraz UK w Davis w Stanach Zjednoczonych. Od 1990 do 2006 pracował na Uniwersytecie Stanowym w Boise, od 1998 jako profesor tej uczelni (full professor). Jest jednym z dyrektorów programowych w National Science Foundation (NSF; amerykański odpowiednik polskiego KBN).
Stypendysta Fundacji Lady Davis (Izrael, 1990/1991) oraz Fundacji Humboldta (1996/1997).
Od 1981 żonaty z topolożką Joanną Kanią-Bartoszyńską (profesorką i pracowniczką NSF), z którą ma córkę Katarzynę.

## Dorobek naukowy
Badania naukowe Tomka Bartoszyńskiego są skoncentrowane wokół teorii forsingu oraz teorio-mnogościowych zagadnień prostej rzeczywistej, teorii miary oraz topologii. Na jego dorobek naukowy składa się około 50 prac naukowych oraz monografia 
- Bartoszyński, Tomek; Judah, Haim: Set theory. On the structure of the real line. A K Peters, Ltd., Wellesley, MA, 1995. xii+546 pp. ISBN 1-56881-044-X